# Kay Thompson
Kay Thompson (nacida Catherine Louise Fink; 9 de noviembre de 1909 – 2 de julio de 1998) fue una escritora, cantante, arreglista vocal, compositora, música, bailarina, actriz y coreógrafa estadounidense. Es más conocida como la creadora de la serie de libros infantiles Eloise y por su rol en la pélícula Funny Face.

## Primeros años y familia
Thompson nació como Catherine Louise Fink en San Luis, Misuri, en 1909. Fue la segunda de cuatro hijo de la pareja formada por Leo George Fink, un prestamista y joyero judío nacido en Austria y su esposa nacida en los Estados Unidos, Harriet Adelaide "Hattie" Tetrick, cristiana. Los padres de Thompson se casaron el 29 de noviembre de 1905, en East St. Louis, Illinois.
Los hermanos de Thompson fueron: Blanche Margaret Hurd, George "Bud" Fink, Jr. y Marian Antoinette Doenges.

## Trabajo radial
Thompson empezó su carrera en los años 1930 como cantante y director coral para la radio. Su primer gran éxito fue como una cantante regular en el Bing Crosby-Woodbury Show Bing Crosby Entertains (CBS, 1933–34). Esto la llevó a tener una participación regular en The Fred Waring-Ford Dealers Show (NBC, 1934–35) y luego, con el conductor Lennie Hayton, cofundó The Lucky Strike Hit Parade (CBS, 1935) donde ella conoció (y luego se casó) al trombonista Jack Jenney. Thompson y sus Rhythm Singers se unieron a André Kostelanetz y su orquesta para la serie de éxitos The Chesterfield Radio Program (CBS, 1936), seguido por It's Chesterfield Time (CBS, 1937) para la que Thompson y su gran coro hicieron equipo con Hal Kemp y su orquesta.
Para su debut en películas, Thompson y su coro cantaron dos canciones en el musical de Republic Pictures Manhattan Merry-Go-Round (1937). En 1939, se reunió con André Kostelanetz para Tune-Up Time (CBS), un show que fue producido por la leyenda de la radio William Spier (quien luego se casaría con Thompson en 1942). En una edición de Tune-Up Time en abril de, Judy Garland con sólo 16 años fue una invitada. Fue en esta época que Thompson conoció y trabajó por primera vez con Garland, desarrollando una amistad cercana y una asociaci´no profesional que duró el resto de la vida de Garland.

## Hollywood

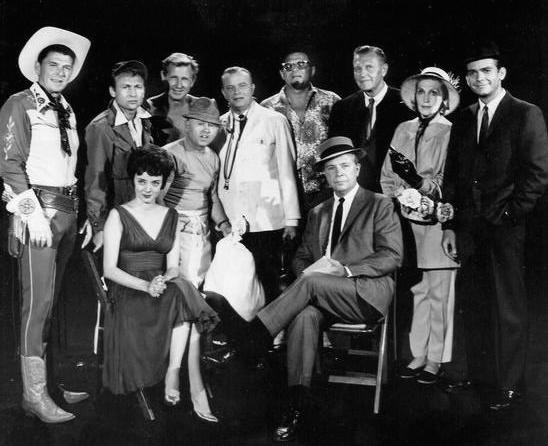
Estrellas invitadas para la premier de 1961 de The Dick Powell Show, "¿Quién mató a Julie Greer?". Parados, desde la izquierda: Ronald Reagan, Nick Adams, Lloyd Bridges, Mickey Rooney, Edgar Bergen, Jack Carson, Ralph Bellamy, Kay Thompson, Dean Jones. Sentados, desde la izquierda, Carolyn Jones y Dick Powell.

En 1943, Thompson firmó un contrato de exclusividad con MGM para ser la principal arreglista vocal, entrenadora de voz y directora coral del estudio. Trabajó como principal arreglista vocal para muchas producciones musicales de Arthur Freed en MGM y como entrenadora vocal de estrellas como Judy Garland, Lena Horne, Frank Sinatra, y June Allyson. Algunos de los musicales de MGM en los que Thompson fue la arreglista vocal incluyen Ziegfeld Follies (1945), The Harvey Girls (1946), Till the Clouds Roll By (1946), Good News (1947), y El pirata (1948).
Como actriz de películas, Thompson sólo tuvo un rol principal: la de la editora de moda Maggie Prescott en el musical Funny Face (1957) de Paramount Pictures. Reunida con el productor y compositor Roger Edens y el director Stanley Donen, sus colegas de MGM, Thompson cosechó elogios de la crítica por su interpretación de una editora basada en el personaje de la vida real Diana Vreeland, editoria de Harper's Bazaar, abriendo la película con su fluido "Think Pink!" y haciendo duetos con Astaire t Hepburn.
En una entrevista del 6 de diciembre del 2006 en Turner Classic Movies, Donen dijo que Funny Face fue hecha en Paramount con un reparto de MGM principalmente, incluyendo Donen, Edens y Thompson, debido a que Paramount Pictures no liberaría a Hepburn para ninguna película que no sea hecha en Paramount. Thompson sólo actuó en otra película, el filme de los 1970 Tell Me That You Love Me, Junie Moon, debido a que, según su protagonista Liza Minnelli, Thompson no gustaba de la lentitud de la producción de la película.

## Night Club
Thompson dejó MGM en 1947 luego de trabajar en El pirata para crear el acto de night club "Kay Thompson and the Williams Brothers", con los cuatro hermanos Williams como sus cantantes y bailarines. Ellos hicieron su debut en Las Vegas en 1947 y se convirtieron en una sensación de la noche a la mañana. En un año, fueron el acto de night club más pagado en el mundo, rompiendo récords donde se presentaban. Ella escribía las canciones y Robert Alton la coreografía para el acto.

## Eloise
Thompson, quien vivía en el Plaza Hotel en Nueva York, se hizo más conocida como la autora de la serie de libros infantiles Eloise. El personaje de Eloise fue creado por la autora basada en su amiga imaginaria de la infancia y alter ego, con una voz en la que Thompson hablaba a lo largo de su vida, según su biógrafo, el productor de películas Sam Irvin. La ahijada de Thompson, Liza Minnelli, era especulada frecuentemente como un posible modelo para Eloise.
Los cuatro libros en las series, cada uno ilustrado por Hilary Knight, son Eloise (Simon & Schuster, 1955), Eloise en Paris (Simon & Schuster, 1957), Eloise en tiempo de navidad (Random House, 1958) y Eloise en Moscú (Simon & Schuster, 1959). They follow the adventures of a precocious six-year-old girl who lives at The Plaza. All were bestsellers upon release and have been adapted into television projects. Thompson composed and performed a Top 40 hit song, "Eloise" (Cadence Records, 1956).
Un quinto libro, Eloise toma un baño, que fue publicado póstumamente por Simon & Schuster en 2002, armada de manuscritos originales de Thompson programada para ser publicadas en 1964 por Harper & Row. Sin embargo, en 1964 Thompson estaba agotada de Eloise; bloqueó la publicación y sacó de imprenta todos los libros con excepción del primero.

## Grabaciones
Como cantante, Thompson hizo muy pocas grabaciones empezando con "Take a Number from One to Ten", en una sesión de 1934 con la banda de Tom Coakley. En 1935, grabó cuatro pistas para Brunswick ("You Hit The Spot", "You Let Me Down," "Don't Mention Love To Me," y "Out of Sight, Out of Mind"), y otras cuatro para Victor.  Las 4 pistas de Brunswick son ejemplos excelente de canciones sofisticadas del cabaret en Nueva York. Luego grabó para Capitol, Columbia, Decca, y, más importante, para MGM Records, que publicó su único álbum completo en 1954. En febrero de 1956, Thompson escribió y grabó la canción "Eloise" en Cadence Records con una orquesta dirigida por Archie Bleyer. La canción debutó el 10 de marzo de 1956 y se convirtió en una de las 40 principales vendiendo más de 100,000 copias.
Durante los años 1950s e inicios de los 1960s, Thompson guio la carrera solista del joven Andy Williams. Lo ayudó a mantener un puesto regular de cantante en las series del horario noche de NBC-TV, The Tonight Show, cuyo anfitrión era Steve Allen. Consiguió que su amigo Archie Bleyer incluyera a Williams a la plantilla de artistas de su discográfica Cadence Records donde ella escribió muchas de las canciones grabadas, incluyendo poner entre las 20 principales de 1958 la canción "Promise Me, Love". En 1963, Thompson juntó la canción de Navidad "Holiday Season"—una canción que ella había escrito y cantado por primera vez en 1945—con la canción de Navidad de 1942 de Irving Berlin Happy Holiday, y la cedió para que Williams la cantara. Este arreglo se convirtió en un éxito muy popular y desde entonces ha sido replicada por muchos artistas. Aunque lo negó durante décadas, Williams admitió en sus memorias del 2009 Moon River and Me (Viking Press), que el Thompson habían sido amantes en secreto por varios años a pesar de la diferencia de edad entre ellos.
Thompson luego grabó un álbum hablado para Signature Records, Let's Talk About Russia, que detallaba sus aventuras en Moscú. Signature lanzó un sencillo de dos canciones de Thompson, "Dasvidanya" y "Moscow Cha Cha". Sirvió como consejera para la serie de televisión de Patti Page de 1957, The Big Record.
Thompson se mantuvo ocupada con sus actuaciones en nightclubs y televisión así como supervisando su exitosa franquicia de "Eloise". Ella volvió a vivir en Nueva York en 1969. Luego de la muerte de Judy Garland en 1969, Thompson apareció con su ahijada Liza Minnelli en Tell Me That You Love Me, Junie Moon (1970). En 1974, Thompson dirigió un espectáculo de moda en el Palacio de Versalles mostrando una actuación de Minnelli y las colecciones de Halston, Bill Blass, Oscar de la Renta, y Anne Klein.

## Muerte
Thompson se mudó al penthouse de Minnelli en el Upper East Side. El 2 de julio de 1998, fue encontrada inconsciente en la cama y llevada al Lenox Hill Hospital donde fue oficialmente declarada muerta a los 88 años de edad.

## Vida personal
Thompson se casó dos veces:
- Jack Jenney, trombonista y líder de su banda, se casaron en 1937 y se divorciaron en 1939.
- William Spier, productor radial, se casaron en 1942 y se divorciaron en 1947.

Luego de su segundo divorcio, Thompson empezó un affaire secreto con Andy Williams (que tenía la mitad de su edad) desde 1947 hasta 1961. En diciembre de 1961, Williams se casó con Claudine Longet. Thompson se mudó a Roma y no volvió a casarse. 

## Legado
- La banda sonora original de Funny Face fue remasterizada y relanzada como versión extendida en el 60 aniversario con ocho pistas alternas incluyendo cuatro con la participación de Thompson. La mayor parte de su trabajo para MGM fue preservado y lanzado en las series Rhino/Turner Classic Movies original soundtrack, incluyendo contribuciones poco conocidas que hizo para películas como Meet the People (1944) y Abbott and Costello in Hollywood (1945). Sus grabaciones de los años 1930s están disponibles en el CD "Kay Thompson: Queen of Swing Vocal & Her Rhythm Singers" (Baldwin Street Records), producida y anotada por Ted Ono. El resto de su carrera esta complidada en el 3-CD box set "Think Pink! A Kay Thompson Party" (Sepia Records), producido y anotado por el biógrafo de Thompson Sam Irvin.
- En el 2003 Thompson fue introducida póstumamente en la el St. Louis Walk of Fame.[23]
- Minnelli recreó el acto de nightclub de Thompson para su evento en Broadway por ganar el Tony Award el 2009, Liza's at the Palace. Un CD, un especial de televisión de PBS  y un DVD se lanzaron. Liza's at the Palace abrió en el New York's Palace theater, un afectuoso saludo a Thompson, su madrina. Apoyada por un cuarteto de cantantes-bailarines que hacían las veces de los originales hermanos Williams Brothers, Minnelli cantó canciones (con los arreglos vocales originales) del acto de Thompson, incluyendo "Clap Yo' Hands"[24][25] and "Hello, Hello".[26][27][28]
- Hay una lista exhaustiva de los cientos de acreditaciones de Thompson para radio, TV, películas, teatro, libros, y música en la etiqueta "Kayographies" en el sitio web de Kay Thompson. Muestra más de 300 páginas de notas a pie de página, cartas, créditos, etc. El sitio web incluye información adicional sobre Thompson, que, debido a consideraciones de espacio, no pudieron ser incluidos en Kay Thompson: From Funny Face to Eloise de Sam Irvin (publicada por Simon & Schuster).[29]
- La hermana de Thompson Blanche Hurd fue nombrada como su heredera literaria y fue quien dirigió la franquicia de Eloise desde 1998. Luego de su muerte en el 2002, la propiedad pasó a los dos hijos de Hurd, Julie Hurd Szende y John Hurd.